# Heiligenberg (Alfhausen)
Der Heiligenberg ist ein 104,3 Meter hoher Berg in Alfhausen (Landkreis Osnabrück) und zugleich höchster Punkt der Gemeinde.
Er ist Teil der Ankumer Höhen, eines Gletscherlobus der Saale-Eiszeit. Naturräumlich gehört er in die Einheit 585.01 Ankumer Flottsand-Gebiet.
Am Heiligenberg befindet sich ein kleiner Baumlehrpfad mit 20 verschiedenen Baumarten. Kurzzeitig war der Heiligenberg oder der angrenzende Goldhügel aufgrund seiner exponierten Lage als Ausweichstandort eines neuen Aussichtsturms im Gespräch, der jedoch als Aussichtsplattform an seinem ursprünglich geplanten Standort in Ankum-Tütingen verwirklicht wurde.
Einst zog zum Johannistag eine Prozession von Gläubigen der Kirchengemeinden Alfhausen, Merzen und Ueffeln zu einem gemeinsam Gottesdienst hierher. Nachdem in Ueffeln die Reformation eingeführt wurde, blieben diese der Prozession fern. Hieraus entwickelte sich ein regionales Sprichwort: He blift ut as Ueffeln! (plattdeutsch für: Er bleibt aus wie Ueffeln!). Der Schriftsteller Johann Georg Kohl vermutete 1864 als Ursprung der Prozession einen heidnischen Brauch, der umgedeutet wurde. In der zweiten Hälfte des 19. Jahrhunderts wurde die Prozession endgültig eingestellt.